# Alexander Bay
Alexander Bay (in afrikaans Alexanderbaai) è una cittadina del Sudafrica nordoccidentale, situata nel distretto di Namakwa, Provincia del Capo Settentrionale. Si trova sulla costa dell'Oceano Atlantico, alla foce del fiume Orange, e costituisce il punto più occidentale del paese. Sull'altra sponda del fiume, che costituisce il confine fra Sudafrica e Namibia, sorge la cittadina namibiana di Oranjemund.

## Storia
La cittadina deve il suo nome all'esploratore e ricercatore James Edward Alexander, che nel 1836 fu il primo a disegnare una cartina della zona nel corso di una spedizione in Namibia finanziata dalla Royal Geographical Society. È invece infondata la tradizione locale secondo cui Alexander avrebbe anche dato inizio allo sfruttamento minerario dei giacimenti di rame della zona.
La cittadina ebbe un momento di rapido sviluppo dopo il 1925, in seguito alla scoperta di miniere di diamanti in seguito alle quali la zona fu soggetta a restrizioni di accesso; per accedervi occorreva richiedere un permesso con almeno un mese di anticipo. Oggi Alexander è una destinazione turistica minore, poiché nei pressi dell'abitato si trovano i punti di accesso a due aree naturali protette, il Richtersveld World Heritage Site e il Richtersveld National Park.